# Friedrich Ferdinand (Schleswig-Holstein-Sonderburg-Glücksburg)
Herzog Friedrich Ferdinand von Schleswig-Holstein-Sonderburg-Glücksburg, vollständiger Name Friedrich Ferdinand Georg Christian Karl Wilhelm von Schleswig-Holstein-Sonderburg-Glücksburg (* 12. Oktober 1855 in Kiel; † 21. Januar 1934 in Primkenau (heute: Przemków in Polen)) war ein Mitglied des Hauses Schleswig-Holstein-Sonderburg-Glücksburg, einer Nebenlinie des Hauses Oldenburg und General der Kavallerie à la suite der Preußischen Armee.

## Leben
Friedrich Ferdinand war der älteste Sohn von Herzog Friedrich von Schleswig-Holstein-Sonderburg-Glücksburg (1814–1885) und seiner Frau Prinzessin Adelheid Christine zu Schaumburg-Lippe (1821–1899), zweite Tochter des Fürsten Georg Wilhelm und der Prinzessin Ida Karoline Luise von Waldeck-Pyrmont. Er besuchte das Vitzthumsche Gymnasium in Dresden.

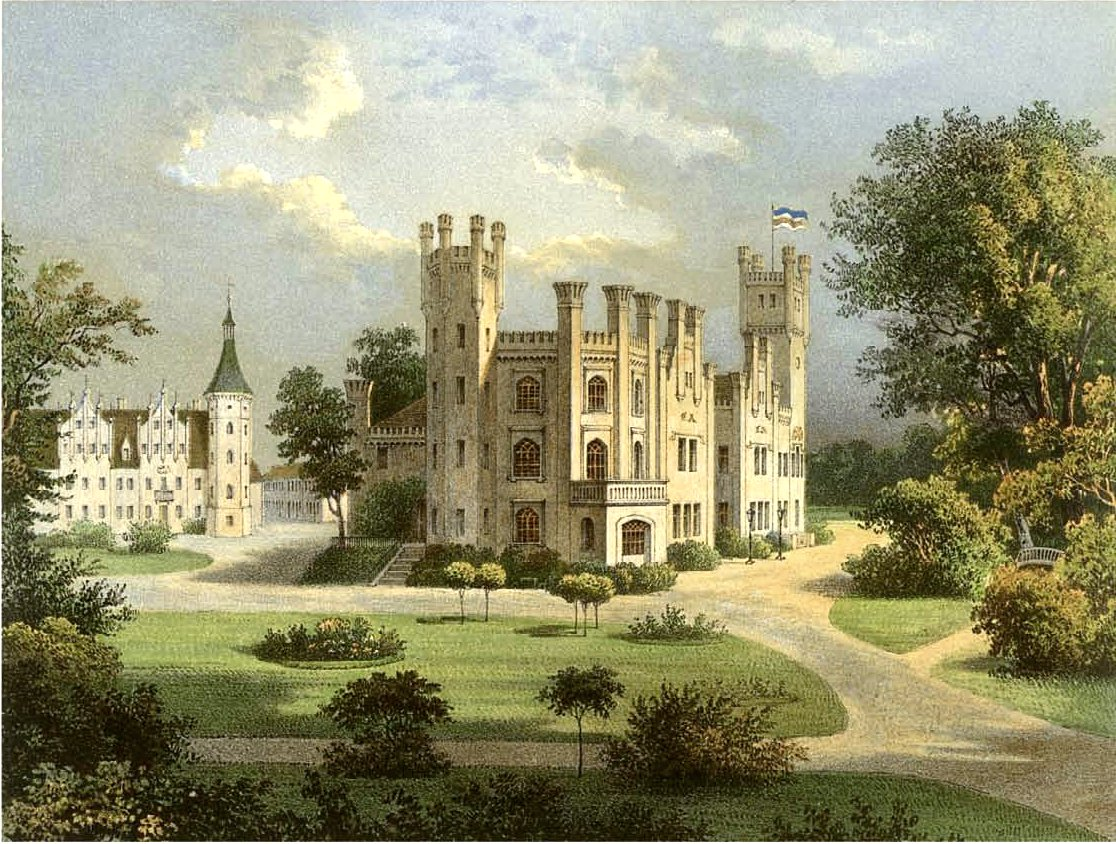
Schloss Primkenau, wo Herzog Friedrich Ferdinand 1934 starb. Gemälde um 1860, Sammlung Alexander Duncker

Er schlug die Offizierslaufbahn bei der Preußischen Armee ein und diente unter anderem im Füsilier-Regiment Nr. 86 in Flensburg, im Husaren-Regiment Nr. 14 sowie im Infanterie-Regiment Nr. 85. Während seiner Dienstzeit stieg er bis zum Rang eines Generals der Kavallerie à la suite auf. 1894 wurde Friedrich Ferdinand erbliches Mitglied im Preußischen Herrenhaus. Um die Wende vom 19. zum 20. Jahrhundert zählte sein Grundbesitz mit etwa 4500 Hektar zu den größten Gütern in der Provinz Schleswig-Holstein, nachdem er ihn um einige Güter in Schwansen hatte erweitern können. Auf seinem Gutsbesitz lebten etwa 1600 Personen und sicherten die wirtschaftlichen Verhältnisse des Hauses Schleswig-Holstein-Sonderburg-Glücksburg. In den Jahren von 1922 bis 1923 brachte er den bisherigen Hauptwohnsitz seiner Familie, das Schloss Glücksburg, in eine Stiftung des herzoglichen Hauses ein und machte es als Museum der Öffentlichkeit zugänglich. Die Generalverwaltung der Güter verlegte 1928 ihren Sitz nach Grünholz.
Friedrich Ferdinand folgte seinem 1885 verstorbenen Vater und wurde der letzte nominelle (nicht regierende) Herzog von Schleswig-Holstein-Sonderburg-Glücksburg. 1931 folgte er seinem Cousin Albert von Schleswig-Holstein-Sonderburg-Augustenburg, dem letzten Herzog aus der Linie Schleswig-Holstein-Sonderburg-Augustenburg, als Chef des Hauses Schleswig-Holstein.

## Familie
Am 19. März 1885 heiratete der damalige Prinz Friedrich Ferdinand auf dem Rittergut Dolzig in der Niederlausitz Prinzessin Victoria Friederike Augusta Maria Caroline Mathilde (1860–1932), zweite Tochter des Herzogs Friedrich VIII. von Schleswig-Holstein-Sonderburg-Augustenburg und der Prinzessin Adelheid zu Hohenlohe-Langenburg, sowie jüngere Schwester der letzten Deutschen Kaiserin Auguste Viktoria. Aus der Ehe gingen sechs Kinder hervor:
- Viktoria Adelheid Helena Louise Maria Frederike (1885–1970) ⚭ 1905 Herzog Carl Eduard von Sachsen-Coburg und Gotha, 2. Herzog von Albany (1884–1954)
- Alexandra Viktoria Auguste Leopoldine Charlotte Amalie Wilhelmine (1887–1957)

⚭ 1908–1920 August Wilhelm Prinz von Preußen (1887–1949)
⚭ 1922–1933 Korvettenkapitän Arnold Rümann (1884–1951)
- Helena Adelheid Viktoria Marie (1888–1962) ⚭ 1909 Prinz Harald von Dänemark (1876–1949)
- Adelheid Luise (1889–1964) ⚭ 1914 Fürst Friedrich III. zu Solms-Baruth (1886–1951)
- Friedrich Wilhelm Christian Günther Albert Adolf Georg (1891–1965) ⚭ 1916 Prinzessin Marie Melita Leopoldine Viktoria zu Hohenlohe-Langenburg (1899–1967)
- Viktoria Irene Adelheid Auguste Alberta Feodora Karoline-Mathilde (1894–1972) ⚭ 1920 Hans Graf zu Solms-Baruth (1893–1972)

## Auszeichnungen

### Orden und Ehrenzeichen
- 8. April 1876: Elefanten-Orden
- 1877: Orden der Württembergischen Krone, Großkreuz[4]
- 22. März 1886: Roter Adlerorden, I. Klasse und 7. September 1890: Roter Adlerorden, Großkreuz[5]
- 1886: Hausorden Albrechts des Bären[6]
- Schwarzer Adlerorden: 24. Dezember 1892 und 17. Januar 1893[7]
- Herzoglich Sachsen-Ernestinischer Hausorden, Großkreuz
- Oldenburgischer Haus- und Verdienstorden des Herzogs Peter Friedrich Ludwig, Großkreuz
- 11. Oktober 1905: Royal Victorian Order